# Rutshuru (territoire)
Pour les articles homonymes, voir Rutshuru (homonymie).
Le territoire de Rutshuru est une entité administrative déconcentrée de l'est de la province du Nord-Kivu en république démocratique du Congo, proche des frontières du Rwanda et de l'Ouganda.

## Géographie
C'est un lieu de passage connu pour ses chutes de Rutshuru et les sources chaudes proches, les Mayi Ya Moto et le parc national des Virunga. Les deux collectivités qui composent le territoire de Rutshuru sont les chefferies de Bwito (en) et Bwisha avec sept groupements chacune.

## Histoire
Le 28 octobre 2008, la ville de Rutshuru est prise par les troupes rebelles du Congrès national pour la défense du peuple (CNDP), un mouvement politico-militaire, crée et dirigé par Laurent Nkunda, soutenu par le Rwanda, et dont les officiers sont des Tutsis du Nord-Kivu, plus particulièrement de la province de Rutshuru. Ils refusent le processus d'intégration dans les Forces Armées de la République démocratique du Congo (FARDC) et érigent une insurrection armée menée contre les institutions de la RDC, avec comme revendications, le retour en RDC des Tutsis congolais des camps de réfugiés au Rwanda, la défense des intérêts et la protection de la communauté Tutsie congolaise, et la neutralisation des Forces démocratiques de libération du Rwanda (FDLR), un groupe armé constitué d'exilés hutus rwandais en RDC et dont certains membres auraient participé au génocide des Tutsis au Rwanda en 1994.
Les provinces du Nord et Sud-Kivu ont toujours été des régions d'hospitalité et de refuge des victimes des différentes affrontements ethniques (Hutu-Tutsi) qui a jalonné l'histoire mouvementée du Rwanda, et aussi du Burundi, depuis leur accès à l'indépendance dans les années 1960.
Le barrage hydroélectrique de Matebe est mis en service en 2015 sur la rivière Rutshuru pour alimenter en électricité la ville de Goma.

## Subdivisions

### Commune
Le territoire compte une commune rurale de moins de 80 000 électeurs.
- Rutshuru, (7 conseillers municipaux)

### Chefferies et secteurs
Le territoire est composé de deux collectivités (2 chefferies) divisées en 14 groupements :
| Subdivision | Statut    | Groupements |
| ----------- | --------- | ----------- |
| Bwisha      | Chefferie | 7           |
| Bwito       | Chefferie | 7           |